# Rumbler sirena
Rumbler sirena je tip sirene, ki se uporablja predvsem v Združenih državah Amerike; na vozilih, ki so na nujni vožnji. Leta 2007 so jo razvili v ustanovi "Federalna korporacija signalov" (Federal Signal Corporation), zanjo so značilne zelo nizke frekvence, sam način sirene pa je razvit do te mere, da jo lahko slišijo motoristi, kateri sicer ne bi slišali visoko-frekvenčne sirene zaradi motenj okolice, kot na primer v gostem prometu.

### Oblikovanje sirene
Rumbler je pulziranje nizko-frekvenčnega tona, ki deluje med frekvencama 182 do 400 hertz-ov in deluje sočasno s klasičnim visoko-frekvenčnim tonom. Omenjena nizka frekvenca penetrira skozi trdno podlago kot na primer steklo ali vrata veliko učinkoviteje kot visoko-frekvenčni ton, to pripomore k pozornosti v okoljih, ki so onesnažena s hrupom, kot na primer gost mesti promet. Poleg tega, sirenino udarjanje nizkih frekvenc, ponavadi povzroči vibracije v telesih ljudi, ki so v bližini. Rumbler sirena je približno 10 decibelov tišja, kot standardna sirena vozil na nujni vožnji in je ponavadi aktivirana vsakih osem sekund, kot rafal, v vozilih, ki jo imajo nameščeno.

### Zgodovina
Rumbler sirena je bila razvita s strani Federalne korporacije za signale, za namen "čiščenja križišč". Na začetku so jo testirali policisti v okrožju New Yorka, v letu 2007. Glede na podatke Noise Off - združenje, ki se zavzema za onesnaženje s hrupom, je več kot 100 ameriških policijskih enot uporabljalo to sireno do leta 2012, vključno z zveznimi državami Washington, D.C.; Amarillo, Texas; Tulsa, Oklahoma; in Reading, Pennsylvania. Od leta 2016 je bil strošek za sireno nekje med 400$ in 700$ na enoto. Leta 2015 so vozila na nujni vožnji opremili z Rubler sireno tudi v Novem Južnem Walesu v Avstraliji, naslednje leto pa še nekatera vozila v Singapurju. V Singapurju so se uradniki za to potezo odločili, ker so videli kakšno učinkovitost je ta sirena doprinesla v Združenih državah Amerike.